# Schron w Organach

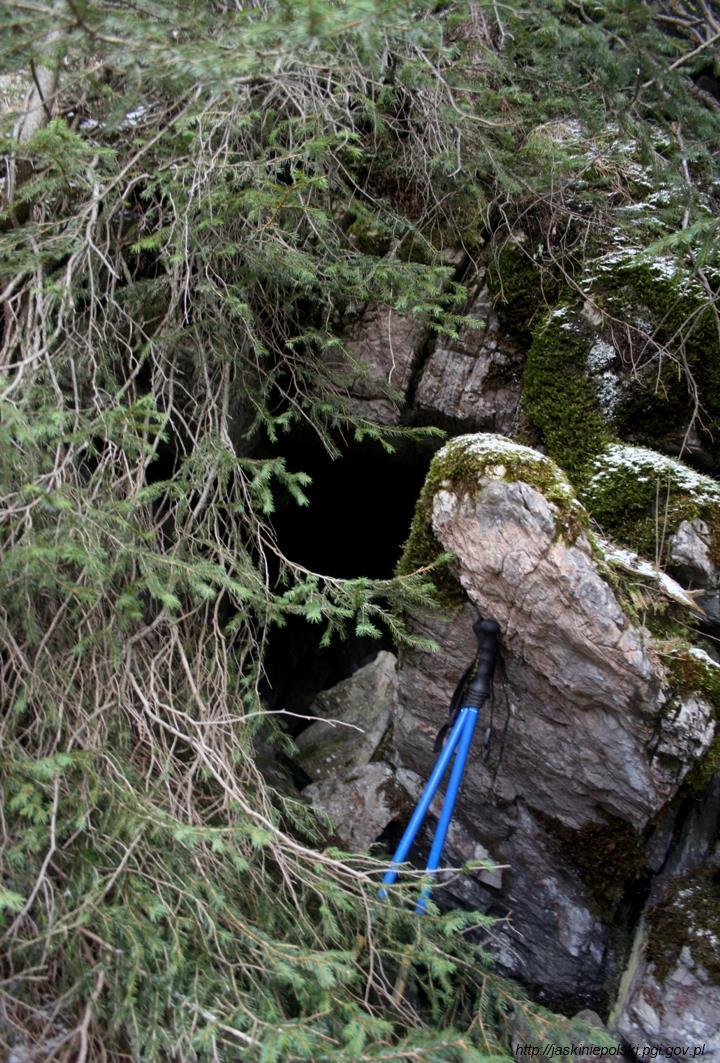
Otwór jaskini

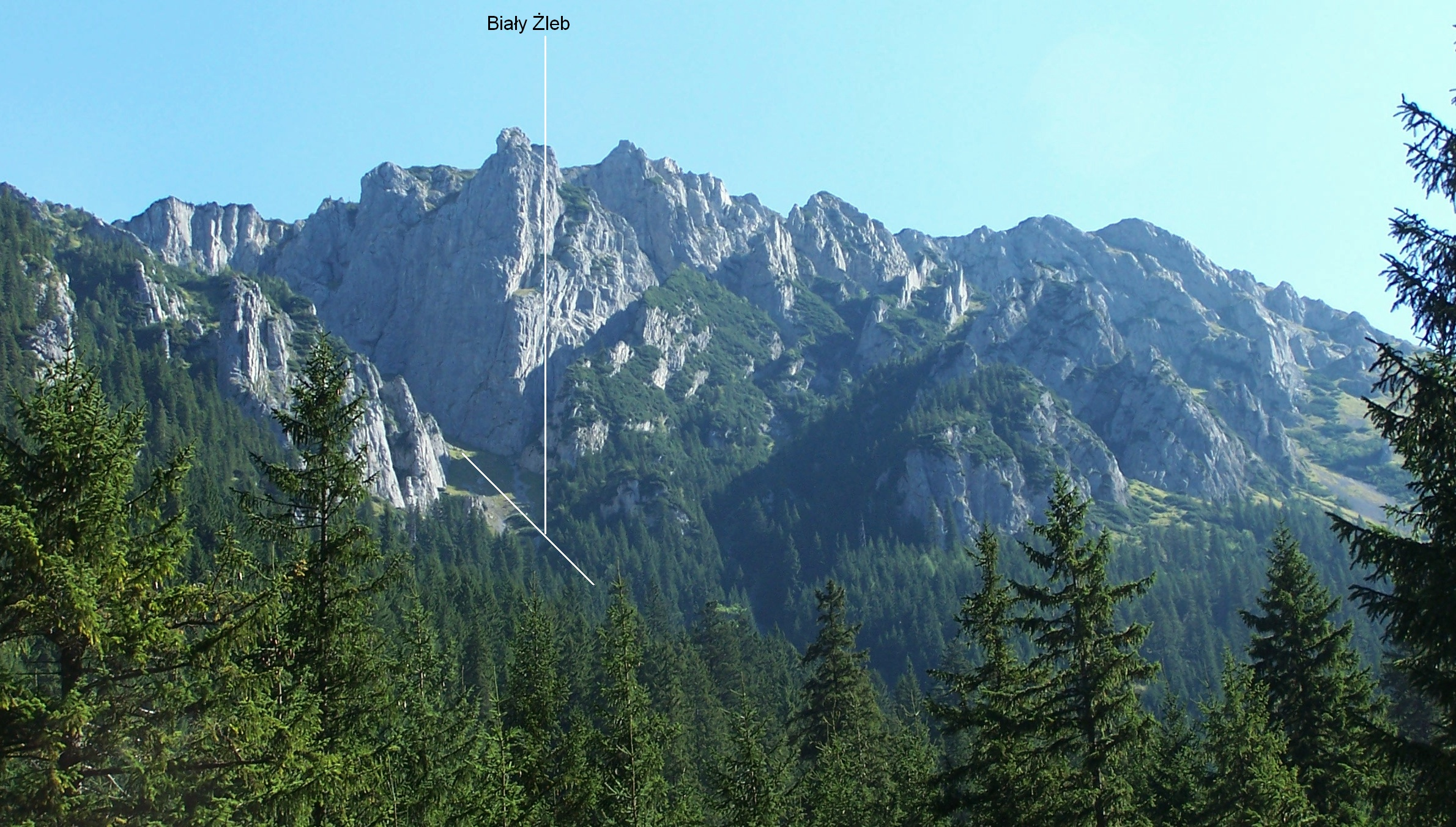
Biały Żleb. Na lewo zbocza Organów

Schron w Organach – jaskinia, a właściwie schronisko, w Dolinie Kościeliskiej w Tatrach Zachodnich. Wejście do niej znajduje się w południowej części Organów, w pobliżu Białego Żlebu, na wysokości 1340 metrów n.p.m. Długość jaskini wynosi 6,4 metrów, a jej deniwelacja 1 metr.

## Opis jaskini
Jaskinię stanowi poziomy, szczelinowy korytarzyk zaczynający się w niedużym otworze wejściowym, za prożkiem z głazów. Odchodzą od niego dwie krótkie szczeliny.

## Przyroda
W jaskini nie ma nacieków. Ściany są suche, brak jest na nich roślinności.

## Historia odkryć
Jaskinia była prawdopodobnie znana od dawna. Jej pierwszy plan i opis sporządzili J. Nowak i T. Kubarek w 2010 roku.